# Classe Holland (destroyer)
Pour les autres classes de navires du même nom, voir Classe Holland.
La classe Holland est une classe de destroyers construits pour la Marine royale néerlandaise dans les années 1950. Ils sont les premiers grands navires de guerre conçus et construits par les Néerlandais après la Seconde Guerre mondiale. Contrairement à la pratique antérieure de la marine néerlandaise, les navires portent le nom de provinces plutôt que d'amiraux.

## Histoire
La Seconde Guerre mondiale a eu un impact dévastateur sur les flottes de la Marine néerlandaise. De nombreux navires de surface et sous-marins ont été détruits, soit au combat, soit par des mines, et certains ont été sabordés pour empêcher leur capture par l'ennemi,. Les navires de surface les plus remarquables ayant été détruits pendant la guerre sont les HNLMS Java, Sumatra et De Ruyter. La Marine royale néerlandaise avait ainsi perdu la majeure partie de sa puissance de feu et dépendait de navires obsolètes et moins puissants tels que les croiseurs légers HNLMS Tromp et Jacob van Heemskerck. Ainsi, lorsque des membres importants de la marine ont pu se réunir pour la première fois à La Haye en 1945, ils ont été confrontés à un énorme défi de reconstruction de la fragile flotte de la Marine royale néerlandaise. La direction de la marine était restée active pendant la Seconde Guerre mondiale et avait établi des plans pour les futurs navires devant être construits, établissant un nombre pour chaque type de classe. Le seul obstacle résidait dans le manque de budget de la défense pour mettre ces plans en marche. En effet, les Pays-Bas et sa plus grande colonie, les Indes orientales néerlandaises, avaient été occupés par des envahisseurs étrangers pendant la guerre et de nombreuses infrastructures avaient été endommagées pendant les combats. La majorité de l'argent débloqué devait être consacré à la reconstruction des infrastructures et à la relance de l'économie.
Néanmoins, la marine commence à concevoir de nouveaux navires et veille à ce que les travaux préparatoires à la reconstruction de la flotte soient lancés. Les destroyers étaient l'une des classes de navires prioritaires lors de l'effort de reconstruction, car ce type de navire avait montré leur valeur pendant la Seconde Guerre mondiale, les Pays-Bas ayant décidé de se spécialiser dans la guerre anti-sous-marine dans le contexte de l'OTAN,. Les experts navals néerlandais de l'époque exhortaient particulièrement la Marine royale néerlandaise à investir dans des destroyers sous-marins, car ils prédisaient que ce type de navires jouerait un rôle majeur dans les futurs conflits navals,,. Ce jugement était basé sur l'évolution du rôle des sous-marins depuis la Première Guerre mondiale en examinant le succès remporté lors de la Seconde Guerre mondiale qui a suivi. Les experts navals ont également recommandé comment les équipés et quelles tactiques devraient être utilisées pour contrer avec succès les sous-marins au combat. Les exigences de base fixées par la Marine royale néerlandaise pour les destroyers de classe Submarine destroyer 1947, comme appelé à l'époque, reflétaient ces recommandations. Cependant, en plus de pouvoir détruire les sous-marins ennemis, les exigences comprenaient également la protection contre la radioactivité et la capacité d'effectuer des bombardements côtiers. D'autre part, les attaques de torpilles sur d'autres navires de surface n'étaient pas incluses dans la conception des destroyers.
En 1948, six exemplaires sur les douze destroyers prévus sont commandés. Les quatre destroyers de la classe Holland devaient être construits par trois chantiers navals différents. Le HNLMS Holland a été construit par le Rotterdamsche Droogdok Maatschappij et le HNLMS Gelderland par Wilton-Fijenoord, tandis que Koninklijke Maatschappij de Schelde a construit les deux navires restants : les HNLMS Noord-Brabant et HNLMS Zeeland. La construction a pris plus de temps que prévu car il s'agissait des premiers destroyers conçus après la Seconde Guerre mondiale. La Marine royale néerlandaise n'avait pas construit de nouveaux navires depuis plus de cinq ans et il y avait eu depuis de nombreux progrès technologiques ; mettre en œuvre ces avancées a pris plus de temps que prévu. De sérieux doutes subsistaient quant à la stabilité des nouveaux navires, entraînant des mesures supplémentaires telles que la construction de la construction du mât avec de l'aluminium au lieu de l'acier. La principale autre raison de ces retards résultent de problèmes financiers de la marine néerlandaise. La marine a dépensé beaucoup d'argent pour effectuer l'entretien des navires anciens et obsolètes qu'elle disposait dans son inventaire. De plus, la construction des destroyers de la classe a coûté plus cher que prévu. Pour économiser des coûts et surtout du temps, la marine ayant cruellement besoin de navires modernes pour remplacer une partie de son matériel d'avant-guerre, les quatre destroyers ont été dotés d'équipements construits pendant la Seconde Guerre mondiale pour la marine allemande. En plus de ces quatre destroyers sous-marins, deux autres destroyers devaient être construits, mais en raison des économies de coûts, la construction a été reportée. Néanmoins, le 30 décembre 1954, le premier destroyer de la classe Holland, le navire de tête Holland, est achevé et mis en service. Il est suivi du Zeeland, Noord-Brabant et Gelderland ; ces navires ont été mis en service en 1955.
Les quatre destroyers de la classe Holland ont servi pendant de nombreuses années dans la Marine royale néerlandaise jusqu'à leur retraite dans les années 1970.

## Conception
Ces navires étaient inhabituels car il s'agit les premiers destroyers construits sans torpilles anti-navires de gros calibre. Leur rôle principal était la guerre anti-sous-marine et la défense des convois. La spécification a été publiée en 1947 et la construction approuvée en 1948.

### Armement
L'armement comprenait deux canons jumelés Bofors de 120 mm capables de tirer 45 coups par minute. Les affûts étaient automatisés et stabilisés avec contrôle radar et 720 cartouches stockées par affût. Au départ, des affûts britanniques jumelés Mk 6 de 4,5 pouces ont été envisagés, mais rejetés en raison de la complexité, des besoins en main-d'œuvre (19 hommes par affûts) et de la dépendance à l'hydraulique pour le fonctionnement. L'armement anti-aérien à courte portée a été réduit à un seul canon de Bofors 40 mm en raison du poids supérieur élevé des affûts de 120 mm. L'armement anti-sous-marin se composait de deux mortiers quadruples Bofors de 357 mm anti-sous-marins placés en position « B » à l'avant du pont.

### Machinerie
Le système de turbine a été commandé avant la guerre pour les  de la classe Gerard Callenburgh et cachée pendant l'occupation allemande. Les turbines ont été construites par Werkspoor, alimentées par quatre chaudières. Les navires avaient une configuration de machinerie unitaire avec des chaufferies et des salles de turbines alternées.

### Capteurs
Les radars ont été conçus par Hollandse Signaal Apparaten ; le ZW-01 fournit un avertissement de surface, le DA-01 fournit une surveillance à moyenne portée et le LW-02 une surveillance à longue portée. Le système de conduite de tir était assuré par les radars GA-03 et KA-01. Les sonars PAE-1N et \\cwe-10 ont également été installés.
La superstructure a été construite en alliage d'aluminium afin de réduire le poids, suivant la technique du soudage électrique.
La Marine royale néerlandaise envisagea de remplacer ses tourelles de 120 mm avec un système de missile guidé à la fin des années 1950, mais ce projet fut annulé.

## Navires de la classe
Les navires ont été construits par trois chantiers navals néerlandais différents.
| Nom           | Numéro de fanion | Constructeur               | Pose de la quille | Lancement         | Commission       | Sort |
| ------------- | ---------------- | -------------------------- | ----------------- | ----------------- | ---------------- | --- |
| Holland       | D808             | RDM, Rotterdam             | 21 avril 1950     | 11 avril 1953     | 31 décembre 1954 | Vendu à la marine péruvienne en 1978, sous le nom de BAP García y García (DD-75), retiré du service en 1986 |
| Zeeland       | D809             | KM de l'Escaut, Flessingue | 21 janvier 1951   | 27 juin 1953      | 1er mars 1955    | Désarmé en 1979                                                                                             |
| Noord-Brabant | D810             | KM de l'Escaut             | 1er mars 1951     | 28 novembre 1953  | 1er juin 1955    | Désarmé en 1974 à la suite d'une collision                                                                  |
| Gelderland    | D811             | Wilton-Fijenoord, Schiedam | 10 mars 1951      | 19 septembre 1953 | 17 août 1955     | Désarmé en 1973                                                                                             |

### Articles détaillés
- Liste des navires de la marine néerlandaise avant 1945